# Deborah Sampson
Deborah Sampson, född 17 december 1760, död 29 april 1827, var en amerikansk soldat. Hon tjänstgjorde i den amerikanska armén under det amerikanska frihetskriget mot britterna förklädd till man under namnet "Robert Shirtliff". Hon är en av få kvinnor som bekräftas ha deltagit i strid under detta krig och är en välkänd figur från amerikanska frihetskriget. Hon sårades i strid 1782 och fick ett hedervärt avsked från West Point 1783.